# Michael Hermesdorff

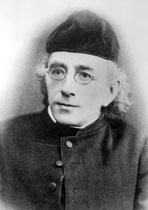
Michael Hermesdorff

Michael Hermesdorff (* 4. März 1833 in Trier; † 18. Januar 1885 ebenda) war ein deutscher katholischer Priester, Dommusikdirektor, Domorganist, Komponist, Musikwissenschaftler, Musikpädagoge, Choralforscher, Redakteur und Herausgeber.

## Jugend
Michael Hermesdorff war das siebte Kind des Schneiders Matthias Hermesdorff und dessen Frau Margarete geb. Schömann. Schon früh ließ Michael eine außergewöhnliche musikalische Begabung erkennen, so dass sein älterer Bruder Matthias, der als Musiklehrer und Organist in der Pfarrei St. Gangolf tätig war, begann, ihn im Orgel- und Klavierspiel zu unterweisen. Von dem seinerzeit kaum zehnjährigen Michael ist überliefert, dass er seinen Bruder bereits bei Gottesdiensten an der Orgel vertreten konnte.
Seit 1844 besuchte er das Jesuitengymnasium, das heutige Friedrich-Wilhelm-Gymnasium in Trier. Eine von Geburt an verkrümmte Wirbelsäule machte ihm jedoch den Abschluss seiner Schulausbildung unmöglich, so dass er das Gymnasium bereits 1851 wieder verlassen musste.

## Tätigkeit als Musiklehrer
Schon 1852 übernahm er in Ettelbrück im benachbarten Großherzogtum Luxemburg eine Anstellung als Organist und Musiklehrer sowie die Leitung des dortigen Männerchores und des Musikvereins. Hier entstanden die ersten größeren erhaltenen Kompositionen Hermesdorffs wie z. B. eine Messe für Männerchor in C-Dur, zwei Messen (in d-moll bzw. F-Dur) mit Instrumentalbegleitung sowie eine größere Zahl von Motetten und verschiedenen Gelegenheitskompositionen.

## Priesterseminar
1855 kehrte er nach Trier zurück und trat dort in das Priesterseminar ein. Neben seinen theologischen Studien befasste er sich intensiv mit dem Trierischen Choral, einer – wie es zunächst schien – im Bistum Trier überlieferten diözesanen Variante des gregorianischen Chorals. Bereits 1857, also noch während seiner Studienzeit, wurde er von Bischof Wilhelm Arnoldi aufgrund seiner schon zu diesem Zeitpunkt großen Reputation als Choralkenner offiziell mit der Erforschung der alten Codices beauftragt.
Neben jenem Choral lernte er hier auch Werke der polyphonen Kirchenmusik kennen, die seit dem Amtsantritt des Dommusikdirektors Stephan Lück, der eine Vielzahl solcher Kompositionen gesammelt und ediert hatte, zum Repertoire des Trierer Domchores gehörten.
Seit seinem Eintritt in das Seminar vertrat Hermesdorff außerdem häufig den kränklichen Domorganisten Jakob Polch (1807–1862) an der großen, erst 1837 neu erbauten Breidenfeldorgel des Trierer Doms.

## Kaplan in Bernkastel

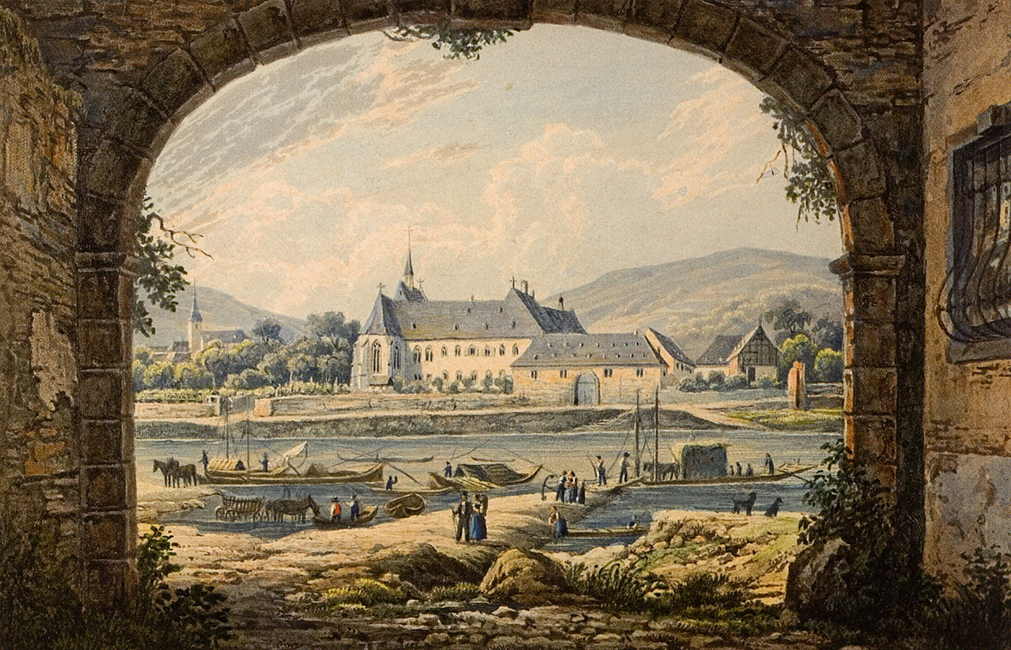
Das Cusanus-Hospital Cues. Handcolorierte Aquatinta von Franz Hegi nach Karl Bodmer

Nach Abschluss seines Theologiestudiums empfing Hermesdorff am 28. August 1859 durch Wilhelm Arnoldi die Priesterweihe. Aus Anlass seiner Primiz am 5. September wurden seine Messe F-Dur für Soli, Chor, Streicher und Orgel sowie die Motette Accepta tibi sit Domine wahrscheinlich uraufgeführt.
Unmittelbar nach seiner Weihe wurde Hermesdorff von Bischof Arnoldi als Kaplan nach Cues und Bernkastel beordert, um auch dort die in der Bibliothek des Cusanus-Stifts vorhandenen wertvollen Choralhandschriften zu studieren. Auf Grundlage dieser Dokumente sowie der von ihm bereits in Trier gesichteten Handschriften des Trierer Domschatzes und der Stadtbibliothek sollte er dann ein Graduale herausgeben. Die Edition eines solchen für das gesamte Bistum Trier bindenden Choralbuches war bereits seit den 1840er Jahren durch die Bistumsleitung ins Auge gefasst worden.

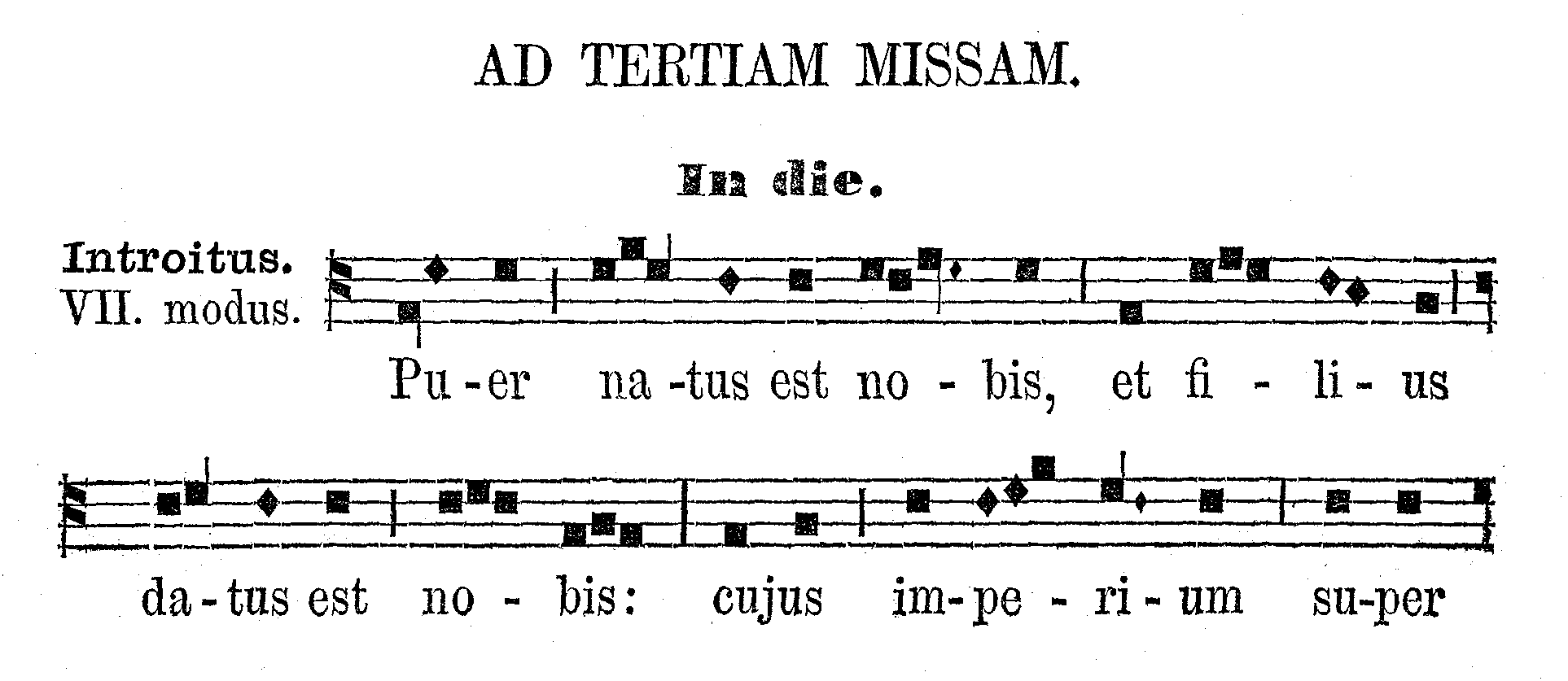
Introitus der III. Messe von Weihnachten „Puer natus“ aus dem Graduale Trevirense Michael Hermesdorffs

Es erschien 1863 – Hermesdorff hatte mittlerweile nach dem Tode Polchs dessen Nachfolge als Domorganist angetreten – als Graduale juxta usum Ecclesia Cathedralis Trevirensis im Druck. Ebenfalls nach den alten trierischen Handschriften gab er wenig später die Präfationen, ein Antiphonale sowie ein Kyriale heraus.
Hierauf basierend schloss sich die Edition der sechsbändigen Harmonia cantus choralis an, an der Hermesdorff drei Jahre arbeitete und in der ein Großteil der liturgischen Gesänge für die Messfeier und das Stundengebet vierstimmig für Orgel oder Chor bearbeitet sind.

## Domorganist, Gesanglehrer am Priesterseminar & Dommusikdirektor

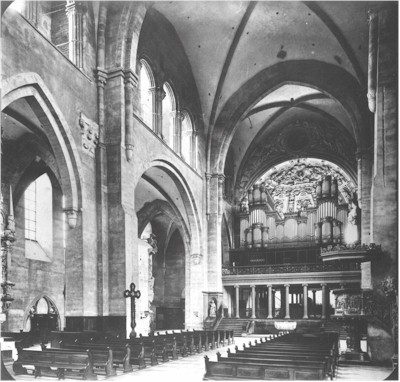
Die Orgel des Trierer Doms von Heinrich Wilhelm Breidenfeld (erbaut 1837, III/51), an der M. Hermesdorff amtierte

Nachdem Michael Hermesdorff aufgrund der Erkrankung des Domorganisten Jakob Polch, den er bereits während seiner Seminarzeit oft vertreten hatte, schon am 8. Oktober 1862 provisorisch dessen Amt übernommen hatte, wurde er nach dessen Tod am 8. November 1862 als sein Nachfolger zum Domorganisten der Hohen Domkirche zu Trier berufen. Außerdem war er fortan für den Gesangunterricht an der Dommusikschule wie auch am Priesterseminar zuständig. Die Seminaristen unterrichtete er auch während des Kulturkampfs heimlich weiter, was mit empfindlichen Strafen bedroht war. Die ihm eng verbundenen Seminaristen kopierten teilweise selbst inhaftiert die handschriftlichen Beilagen der Zeitschrift Cäcilia für die Mitglieder des Hermesdorff’schen Choralvereins.
Seit seinem Amtsantritt als Domorganist am 8. Oktober 1862 oblag ihm neben dem Gesangunterricht an der Trierer Dommusikschule inoffiziell auch die Leitung dieses Instituts, die ihm am 17. August 1874 mit der Ernennung zum Dommusikdirektor offiziell übertragen wurde.
Hermesdorff war für den musikalischen Teil der Neuauflage des Trierischen Diözesangesangbuchs (1871) verantwortlich und bearbeitete auch die vierstimmige Ausgabe (1872) für vier Singstimmen und Orgel.
Neben seinen musikalischen Aufgaben am Dom wirkte er außerdem als Glocken- und Orgelrevisor für das Bistum Trier und übernahm ab 1872 das Amt des Rendanten der Domfabrik, das er ebenfalls bis zu seinem Tode innehaben sollte. Außerdem übernahm er seelsorgliche Aufgaben in während des Kulturkampfs verwaisten Pfarreien.
Im Frühjahr des Jahres 1884 wurde er, nachdem er aus gesundheitlichen Gründen seine sämtlichen musikalischen Ämter am Dom hatte niederlegen müssen, in Anerkennung seiner Verdienste zum Domvikar ernannt. Er studierte bis kurz vor seinem Tod neue Werke mit dem Domchor ein. Er starb am 18. Januar 1885 gegen drei Uhr morgens in seiner an der Ecke der Dominikaner- und Predigerstraße gelegenen Kurie und wurde am 21. Januar im Kreuzgang des Trierer Doms beigesetzt.

## Diözesanpräses des Trierischen Diözesan-Cäcilien-Vereines
Mit großem Engagement war Hermesdorff insbesondere im Bereich des Choralgesangs, aber auch bezüglich der Situation der Kirchenchöre, der Orgelpflege und der Aus- und Weiterbildung der Kirchenmusiker des Bistums bestrebt, die kirchenmusikalischen Zustände seines Bistums dauerhaft zu verbessern. Ein Jahr nach der Gründung des Allgemeinen Cäcilien-Verbandes (ACV) auf dem Katholikentag 1868 in Bamberg durch Franz Xaver Witt rief Hermesdorff im Sommer 1869 den Trierer Diözesan-Cäcilien-Verein ins Leben, dem er bis zu seinem Tode als Präses vorstand. Dieser Verein galt als vorbildlich organisierter Teilverein des ACV und war gleichzeitig zahlenmäßig eine seiner bedeutendsten Gruppierungen.
Die Organisationsstruktur des Dachverbandes prägte Hermesdorff durch konstruktive Vorschläge wie z. B. auf der Generalversammlung in Regensburg, die auf seinen Erfahrungen bei der Organisation des Trierer Diözesanvereines fußten. Sie wurden in den Organen des ACV zur Nachahmung empfohlen und wirken bis heute nach.
Zur Fortbildung der Kirchenmusiker der Diözese richtete er 1872 einen Catalog der Bibliothek des Zweig-Vereins der Bibliothek des Allgemeinen Deutschen Cäcilien-Vereins für die Diözese Trier ein, in dem den Kirchenmusikern historische und theoretische Schriften sowie Notenmaterialien zu Werken der altklassischen Polyphonie und der Cäcilianer zugänglich gemacht werden sollten.
In diesem Zusammenhang bearbeitete Hermesdorff 12 Motetten nach bekannten Werken altklassischer Meister stark vereinfachend, um auch weniger leistungsfähige Chöre an die Altklassische Vokalpolyphonie heranzuführen. Er zeichnete außerdem verantwortlich für die zweite stark erweiterte Auflage der Sammlung ausgezeichneter Compositionen für die Kirche Stephan Lücks, neben Carl Proskes Musica divina die wohl wichtigste frühe Sammelausgabe von Kompositionen aus dem 15.–17. Jahrhundert, die er noch kurz vor seinem Tod vornahm. Den IV. Band, dessen Edition er selbst nicht mehr vollenden konnte, wurde von Heinrich Oberhoffer vorgelegt, der seinerseits ebenfalls bald nach der Drucklegung verstarb.

## Übersetzungen mittelalterlicher Traktate & Lehrbücher

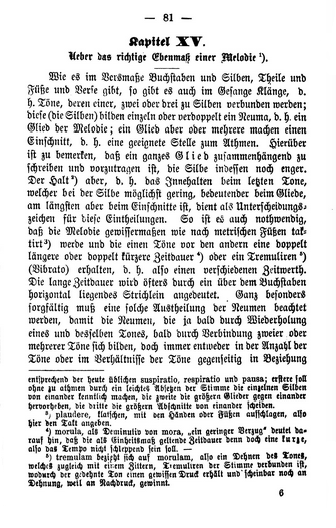
Kapitel XV. des Micrologus Guidonis in der Übersetzung von Michael Hermesdorff

Die bedeutenden Traktate Guidos von Arezzo, den Micrologus de disciplina artis musicae sowie die Epistola Guidonis Michaeli monacho de ignoto cantu directa, in denen verschiedene Aspekte der „guidonischen“ Notationsweise und der mittelalterlichen Musizierpraxis beleuchtet werden, übersetzte und kommentierte er später selbst, andere Schriften wurden von Raymund Schlecht oder Peter Bohn bearbeitet.
Zudem hatte Hermesdorff eine Gesangsschule verfasst, die ausdrücklich für die Schulung der Kirchenchöre gedacht war und sich auf seine langjährige Erfahrung als Gesangslehrer der Dommusikschule gründete. Diese Gesangsschule fand weithin Verbreitung und wurde unter anderem bei der Ausbildung der Novizen der während des Preußischen Kulturkampfs in die belgische Abtei Maredsous und das Prager Emmauskloster emigrierten Beuroner Benediktiner verwendet. Die Beuroner Mönche mit ihrem ersten Kantor Ambrosius Kienle, der mit Hermesdorff befreundet war, galten weithin als die bedeutendsten Sachwalter des gregorianischen Chorals auf deutschem Boden, ihr Stammsitz Beuron als ein deutsches Solesmes.

## Schriftleitung der ZeitschriftCäcilia
Die schon 1862 von Heinrich Oberhoffer in Luxemburg gegründete kirchenmusikalische Zeitschrift Cäcilia, deren Schriftleitung als Organ des trierischen Diözesan-Cäcilienvereines Hermesdorff zu Beginn des Jahres 1871 übernommen hatte, wurde zum Sprachrohr auch des Choralvereins, die ihr beigefügten, faksimilierten Choralbeilagen für die Mitglieder des Choralvereins dienten zur Veröffentlichung und Diskussion des von den Vereinsmitgliedern eingesandten Vergleichsmaterials wie auch der Behandlung choralwissenschaftlicher Fragen, wodurch die Zeitschrift zum europaweit führenden Blatt für die Choralforschung avancierte. Die Cäcilia gab er bis 1878 heraus, musste sie dann aber zum Januar nach langem und angestrengtem Bemühen um ihre Fortführung wegen großer finanzieller und auch gesundheitlicher Schwierigkeiten aufgeben. Fortan übernahm das von Heinrich Böckeler in Aachen herausgegebene Gregoriusblatt, für das Hermesdorff die Beilagen für seinen Choralverein bis kurz vor seinem Tod fortführte, die Aufgaben der Cäcilia. Sein Einfluss erstreckte sich nun über ganz Deutschland, den europäischen Kontinent und bis nach Amerika.

## Verein zur Erforschung alter Choralhandschriften
Hatte Hermesdorff bis zum Jahr 1871 seine Bemühungen vorwiegend auf die kirchenmusikalischen Belange seines Heimatbistums Trier konzentriert, wobei ein besonderer Schwerpunkt seiner Bemühungen der Wiederherstellung des Trierischen Chorals galt, so gewann er mit den darauf fußenden Erkenntnissen durch seine Arbeit für die Wiederherstellung des ursprünglichen Gregorianischen Chorals Einfluss auf Entwicklungen, die für die Liturgie der Weltkirche weitreichende Folgen hatten.
Um bezüglich der Erforschung der überlieferten gregorianischen Choralgesänge möglichst viele Gelehrte zusammenzuführen, die ihrerseits die ihnen zugänglichen Choralhandschriften kopieren und so vergleichende Studien derselben ermöglichen sollten, rief er zur Gründung eines „Vereins zur Erforschung alter Choralhandschriften behufs Wiederherstellung des gregorianischen Chorals“ auf. Diesem Verein traten der bedeutende Eichstätter Musikwissenschaftler Raymund Schlecht und der Hofkapellmeister und Direktor des Brüsseler Conservatoires, François-Auguste Gevaert als Gründungsmitglieder u. a. die folgenden weiteren Persönlichkeiten bei:
- der Luxemburger Domorganist, Komponist, Redakteur und Kirchenmusikreformer Heinrich Oberhoffer sowie der Luxemburger Domkapellmeister Johann Baptist Barthel,
- Heinrich Böckeler, Domkapellmeister von Aachen und Begründer der Kirchenmusikschule „Gregoriushaus“, der späteren Katholischen Hochschule für Kirchenmusik St. Gregorius
- Johann Baptist Tresch, Domkapellmeister von Eichstätt,
- der schweizerische Choralgelehrte P. Anselm Schubiger, Verfasser des Werkes „Die Sängerschule St. Gallens vom 8. bis 12. Jahrhundert“ (1858, Neuauflage 1966),
- der Begründer der Gesellschaft für Musikforschung, Robert Eitner,
- der Begründer des amerikanischen Cäcilienvereines Johann Baptist Singenberger,
- der bedeutende französische Choralforscher Dom Joseph Pothier aus dem französischen Kloster Saint-Pierre de Solesmes,
- der Choralforscher Théodore Nisard,
- der Trierer Choralgelehrte Peter Bohn,
- der königliche Musikdirektor und Direktor des Schullehrerseminares Boppard Peter Piel,
- P. Utto Kornmüller, Prior der Benediktinerabtei zum hl. Erzengel Michael Metten sowie Musikdirektor des angegliederten Gymnasiums; Komponist, Musikhistoriker und Präses des Diözesan-Cäcilienvereines Regensburg
- der Kirchenliedkomponist und Hymnologe Joseph Hermann Mohr
- der österreichische Kirchenmusikreformer Johann Evangelist Habert, Begründer der „Zeitschrift für katholische Kirchenmusik“ und des Österreichischen Cäcilien-Vereins,
- der Orgelbauer Heinrich Wilhelm Breidenfeld,
- Jacques-Nicolas Lemmens, einer der berühmtesten Orgelvirtuosen seiner Zeit und Begründer der Kirchenmusikschule Lemmens-Institut, in welcher besonderer Wert auf die Lehre des Gregorianischen Chorals gelegt wurde,
- Matthias Eberhard und Michael Felix Korum, Bischöfe von Trier,
- Franz Leopold von Leonrod, Bischof von Eichstätt,
- Kardinal Philipp Krementz, Bischof von Ermland und später Erzbischof von Köln[16]

Außerdem traten mehr oder weniger große Teile der Domkapitel von Trier, Eichstätt und Ermland sowie die Benediktiner von Beuron in ihrer Gesamtheit dem Verein bei. Im direkten Umfeld des Vereinszentrales wirkte außerdem der französische Musikwissenschaftler Edmond de Coussemaker an der Umsetzung der Forschungsvorhaben mit. Den Vorsitz des Vereines übernahm bis zu seinem Tode im Januar 1885 Michael Hermesdorff, nach seinem Tod ging der Vorsitz auf seinen engsten Mitarbeiter, den vormaligen Kassierer des Vereins, Peter Bohn, über.

## Konflikt mit den Herausgebern der Medicaea
Bereits bei der Erforschung der trierischen Choralhandschriften hatte Hermesdorff erkannt, dass der sogenannte „trierische Choral“ keineswegs nur eine spezielle, diözesaneigene Singweise darstellte, sondern dass in diesem vielmehr eine Variante der ursprünglichen, authentischen Singweise des gregorianischen Repertoires tradiert worden war. Dieser hatte sich zu seiner Entstehungszeit in dieser Form für das gesamte gregorianische Repertoire in ganz Europa mit nur unerheblichen Abweichungen entsprochen, so dass folgerichtig auch sämtliche Codices des frühen Mittelalters, die Hermesdorff nun durch die Mitglieder des Choralvereines aus den verschiedensten Gegenden Deutschlands, Luxemburgs, Frankreichs, Belgiens, der Niederlande und der Schweiz zugänglich wurden, übereinstimmen mussten. Diese Erkenntnis und Hermesdorffs darauf gründende weitere Bemühungen um die Pflege und Edition der authentischen Trierer Choralmelodien sollten in der Folge den sog. „Trierer Choralstreit“ auslösen, der später in einen ganz Europa umfassenden Konflikt um die korrekten Singweisen und die Edition des Gregorianischen Chorals im Allgemeinen einmündete und in dem Hermesdorff, sich auf die durch seine Forschungen gewonnenen Erkenntnisse stützend, vehement gegen die von Franz Xaver Haberl und dem Regensburger Verlagshaus Pustet mit päpstlicher Approbation als für die katholische Kirche verbindliche Fassung des gregorianischen Chorals herausgegebene Neo-Medicaea eintrat.

## Graduale ad normam cantus S. Gregorii

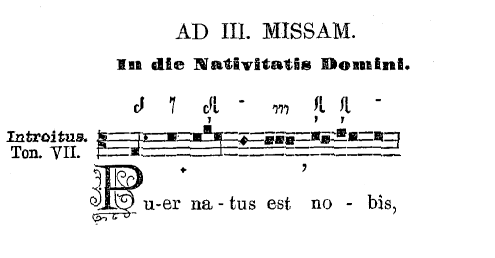
Beginn des Introitus der dritten Messe von Weihnachten „Puer natus“ aus dem Graduale ad normam cantus S. Gregorii von Michael Hermesdorff

Als Ergebnis der Forschungsarbeiten des Choralvereines und auch als musikwissenschaftliches Hauptwerk Hermesdorffs konnte ab 1876 das „Graduale ad normam cantus s. Gregorii“ vorgelegt werden, das allerdings nach der 11. Lieferung aufgrund finanzieller Schwierigkeiten nicht fortgesetzt wurde. Dennoch wird auch das unvollendete Werk – insbesondere durch die über die Quadratnotation beigefügten Neumenzeichen, für die Hermesdorff erstmals ein Drucksystem entwickelt hatte, dessen „Prototypen“ er für den Guss eigenhändig hergestellt hatte – mit Recht als Vorläufer der Graduel neumé des Eugène Cardine angesehen und stellt für die damalige Zeit zweifellos eine sehr beachtenswerte wissenschaftliche Leistung dar. Hermesdorff hat hiermit zu einer Zeit, da sich die Choralforschung noch in ihren bescheidensten Anfängen befand, durch die Edition der gregorianischen Gesänge nach Lesarten alter Handschriften für die Erneuerung des gregorianischen Choralgesanges wesentliche Vorarbeiten geleistet.

## Wirken
Hermesdorff hat „in deutschen Landen die Choralforschung am weitesten vorangetrieben und [...] wesentliches zur Choralreform beigetragen,“ die zur Edition der im französischen Solesmes herausgegebenen Editio Vaticana und ihrer verbindlichen Einführung für die Katholische Kirche führte. Diese Entwicklung begann sich bereits auf dem von Hermesdorff mitvorbereiteten Kongress für liturgischen Gesang in Arezzo abzuzeichnen, an dem er selbst aus gesundheitlichen Gründen nicht mehr teilnehmen konnte. Prominentester Teilnehmer des Kongresses war Giuseppe de Sarto, der als Papst Pius X. diese Herausgabe durch die Mönche von Solesmes veranlasste, die Bücher 1904/05 als verbindlich eingeführt und seine Ansichten über den liturgischen Gesang in seinem apostolischen Sendschreiben Tra le sollecitudini dargelegt hat.
Obwohl Hermesdorff glaubte, die Verantwortlichen der Diözese von der authentischen Fassung des gregorianischen Chorals überzeugt zu haben, wurden seine Bücher bereits ein Jahr nach seinem Tod unter seinem Nachfolger Philipp Jakob Lenz, der unter dem Einfluss der Regensburger Reformer um Lenz’ Lehrer Franz Xaver Haberl stand, zugunsten der Regensburger Medicaea-Ausgabe wieder aufgegeben. Dieser Rückschlag sollte allerdings 15 Jahre später endgültig von der gesamtkirchlichen Entwicklung durch die Edition der Editio Vaticana durch die Mönche von Solesmes und deren verbindliche Einführung überholt werden.

## Schriften & Zeitschriften
- Gesangs-Schule für den systematischen Unterricht der Kirchenchöre. Lintz, Trier 1874.
- Cäcilia. Organ für kath. Kirchenmusik, hrsg. von Michael Hermesdorff. Jahrgänge 11–17, Trier 1872–1878.

## Kompositionen (Auswahl)
- Missa d-moll für 4 Soli, 4stg. gem. Chor & Streicher;
- Missa F-Dur für 4 Soli, 4stg. gem. Chor, Streicher, (Bläser ad lib.) & Orgel;
- Missa B-Dur (op. 1) für 4 Soli, 4stg. gem. Chor & Orgel, Trier, Grach;
- Missa Sacerdotes tui B-Dur für 4stg. gem. Chor a capella, Trier 1874, Selbstverlag;
- Graduale O salutaris hostia für 4stg. gem. Chor a capella
- Motette Joseph, filii David für 4stg. gem. Chor a capella
- Motette Justorum animae für 4stg. gem. Chor a capella
- Motette Sehet, welch eine Liebe für 4stg. gem. Chor, (Streicher ?) & Orgel
- Offertorium Accepta tibi sit, Domine für 4stg. gem. Chor & Orgel D-Dur
- Offertorium Verbum supernum prodiens für 4stg. gem. Chor a capella
- Regina caeli für 4stg. gem. (bzw. Männer-)Chor & Orgel
- Veni, creator spiritus für 4stg. gem. Chor a capella
- 10 kleine Orgelstücke nebst einer Fuge für das volle Werk

## Choraleditionen & Gesangbücher
- Graduale juxta usum Ecclesiae Cathedralis Trevirensis, Grach, Trier 1863
- Der Accentus der trier’schen Kirche, Trier, Lintz
- Præfationes in cantu Trevirense, Leistenschneider, Trier 1863
- Antiphonale juxta usum Ecclesiae Cathedralis Trevirensis, Grach, Trier 1864
- Harmonia Cantus Choralis, Lintz, Trier 1865–68
- Kyriale, Lintz, Trier 1869
- Missa Pro defunctis
- Lamentationes für 4stg. Chor bzw. Männerchor, Lintz, Trier
- Neubearbeitung des Trierer Diözesangesangbuches, 1stg. & 4stg., Lintz, Trier 1871 & 1872;
- Graduale ad normam cantus S. Gregorii  (in Lieferungen), Wagner, Leipzig 1876–82 (nach der 11. Lieferung abgebrochen)